# Lithacodia mesophoenica
Lithacodia mesophoenica là một loài bướm đêm trong họ Noctuidae.